# Бадгам (округ)
Бадгам (англ. Budgam) или Будгам — округ в индийской союзной территории Джамму и Кашмир, в регионе Кашмир. Образован в 1979 году из части территории округа Шринагар. Административный центр — город Бадгам. Площадь округа — 1371 км². По данным всеиндийской переписи 2001 года население округа составляло 629 309 человек. Уровень грамотности взрослого населения составлял 42,5 %, что значительно ниже среднеиндийского уровня (59,5 %). Доля городского населения составляла 11,2 %.

## Административное деление
В округе насчитывается 8 блоков: Бирвах, Нагам, Будгам, Б. К. Пора, Хан Сахиб, Кхаг, Нарбал и Чадура. В каждом блоке есть панчаяты.
Округ разделён на следующие техсилы:
- Бирвах
- Будгам
- Чадура
- Хансахиб

## Политика
5 окружных собрания: Чадура, Будгам, Бирвах, Хансахиб и Чаришариф.